# ثيودور ستاينواي
كان ثيودور إدوين ستاينواي (6 أكتوبر 1883 - 8 أبريل 1957)، من عائلة ستاينواي للبيانو، وعضوًا في نادي هواة جمع الطوابع في نيويورك وعضوًا في مجلس أمناء مؤسسة هواة جمع الطوابع. مُنح أول ميدالية ليختنشتاين عام 1952 تقديرًا لجهودهِ في مجال هواة جمع الطوابع، ومساهماته في نموّ نادي هواة جمع الطوابع وتعزيز مكانته.
وقّع على قائمة هواة جمع الطوابع المتميزين عام 1947.

## نشأته وحياته
وُلد ستاينواي في 6 أكتوبر 1883 في مدينة نيويورك. كان حفيد هنري إي. ستاينواي، مؤسس شركة ستاينواي وأولاده. رُزق والداه بالعديد من الأبناء، منهم:
- ويليام ر. ستاينواي
- ثيودور إدوين ستاينواي
- مود بيج ستاينواي

التحق ستاينواي بمدرسة سانت بول في جاردن سيتي، نيويورك.

## الأعمال الخيرية
دعم شتاينواي نادي هواة جمع الطوابع بتمويلٍ لمشاريعَ مُختلفة، مثل شراء مكتبة القاضي النمساوي فيكتور سوبانتْشيتش للنادي. وقد أدى تطوير هذهِ المكتبة إلى امتلاك النادي واحدةً من أوسع مكتبات هواة جمع الطوابع في العالم.
ساهم شتاينواي، إلى جانب هواة جمع الطوابع الأمريكيين البارزين، في تأسيس مؤسسة هواة جمع الطوابع، التي كانت في الأصل تقع في الطابق الرابع من نادي هواة جمع الطوابع في نيويورك. وعُيّن رئيسًا للجنة الخبراء (1950-1952).
كما كان مؤسسًا لجمعية معارض الطوابع، وكان مسؤولًا عن تنظيم أول خمسة معارض دولية لهواة جمع الطوابع في الولايات المتحدة، والتي أُقيمت في أعوام 1913، و1926، و1936، و1947، و1956.

## جمع الطوابع
كان لدى ستاينواي مجموعات متنوعة من الطوابع. من أهمها:
- دراسة متخصصة عن "مناظر سيدني" في نيو ساوث ويلز
- هامبورغ والولايات الألمانية القديمة
- طوابع بعلامات إلغاء واضحة
- طوابع وأغلفة تتعلق بشركته العائلية للبيانو

نظرًا لشغفه بجمع الطوابع المتعلقة بشركته، وعدم تطبيقهِ أي قواعد صارمة على جمع الطوابع، يُعتبر ستاينواي غالبًا أحد رواد جمع الطوابع المواضيعي، وهو أسلوب شائع اليوم. يجمع هؤلاء الهواة اليوم طوابع تحمل صورًا للفراشات والأفيال وشخصيات ديزني والأعمال الفنية الشهيرة، وما إلى ذلك.

## روابط خارجية
- Theodore E. Steinway (The Philatelic Foundation)
- Theodore E. Steinway (The American Philatelic Society)
- Theodore E. Steinway (American Business Leaders – Harvard Business School)
- The Steinway & Sons Collection in La Guardia and Wagner Archives
- Steinway & Sons – European and international headquarters
- Steinway & Sons – American headquarters
- Zeitschrift für Instrumentenbau, Vol. 48, 1928–28, p. 105 Theodor E. Steinway, der neue Präsident des Hauses Steinway & Sons (بالألمانية)
- Theodore E. Steinway Collection of Steinway & Sons Ephemera, circa 1860-1986 (MS 3181), at the New-York Historical Society.